# Victorieplein (Amsterdam)

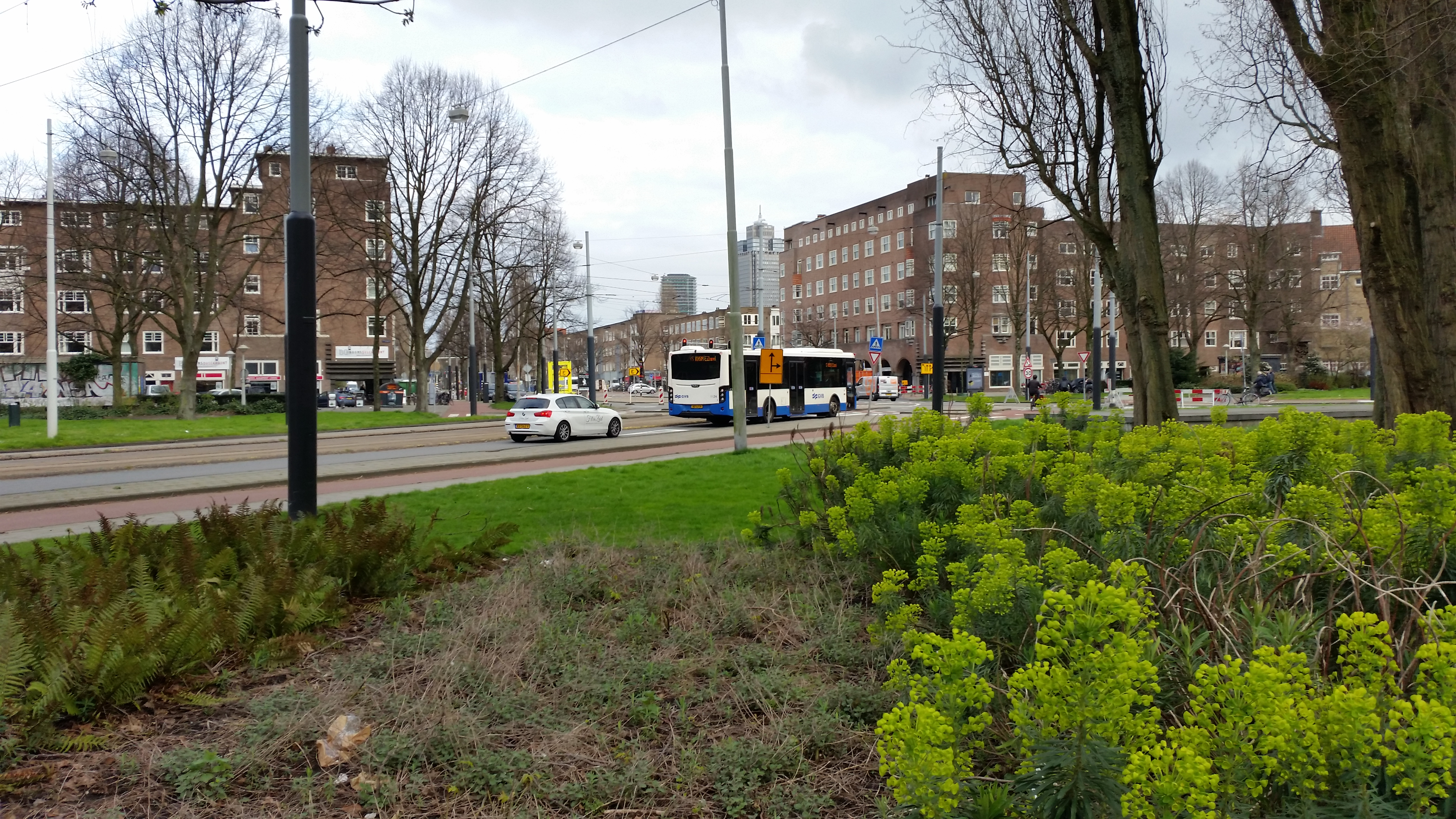
Victorieplein vanuit Churchill-laan (maart 2019)

Het Victorieplein (van 1922 tot 1946 het Daniël Willinkplein) is een plein in de Rivierenbuurt in Amsterdam-Zuid.

## Ligging en geschiedenis
Het plein werd in het begin van de jaren 1920 aangelegd als scharnierpunt in het Plan Zuid van Hendrik Petrus Berlage. Op de plaats kwamen de drie hoofdstraten (de Amstellanen) samen in een Y-vorm. Vanuit het westen eindigden de Noorder Amstellaan en de Zuider Amstellaan op het plein; vanuit het oosten kwam de Amstellaan. De namen komen overeen met de waterwegen Noorder Amstelkanaal, Zuider Amstelkanaal en Amstelkanaal, even noordelijk van het plein. Het kreeg per raadsbesluit van 23 februari 1922 de naam Daniël Willinkplein naar de dichter Daniël Willink, bekend van Amstellandsche Arkadia en andere geschriften over de schoonheid van de stad. Rondom dit centrale plein verrees de Rivierenbuurt.
Op Daniël Willinkplein 1 was eind jaren dertig restaurant Delphi gevestigd, later een lunchroom/banketbakkerij die in de Tweede Wereldoorlog alleen toegankelijk was voor het Joodse deel van de Amsterdamse bevolking. De zaak werd weleens bezocht door Anne Frank. Tijdens de razzia van 20 juni 1943 diende het grasveldje van het plein als verzamelplaats voor de bijeen gedreven Joodse bewoners van de Rivierenbuurt. Hierna werden ze met speciale trams weggevoerd naar het Muiderpoortstation om te worden overgebracht naar het Kamp Westerbork.
Per raadsbesluit van 8 mei 1946 werd het plein en de erop eindigende straten hernoemd naar aanleiding van de overwinning van de Geallieerden. Het Daniël Willinkplein werd Victorieplein,de Noordelijke Amstellaan werd  Churchill-laan, de zuidelijke Amstellaan werd Rooseveltlaan en de Amstellaan werd Stalinlaan. Die laatste naam werd in 1956, het jaar van de Hongaarse Opstand, gewijzigd in Vrijheidslaan, omdat de drie jaar eerder overleden Sovjetleider Jozef Stalin omstreden was geworden.

## Gebouwen
Het plein wordt aan de noord- en zuidoost kant begrensd door woonblokken, voornamelijk in de stijl van de Amsterdamse School. Zo ontwierp Jouke Zietsma voor de noordkant het blok Victorieplein 36-44, dat overgaat in Churchill-laan 2-24. De eenheid van stijl is in de loop der tijden enigszins verloren gegaan door verbouwing en renovaties. Aan diezelfde noordkant stond aan Victorieplein 26-36 een complex van architect Cornelis Kruyswijk, dat in de vroege jaren negentig dermate vervallen was, dat voor sloop werd gekozen. Het blok had een slechte paalfundering en werd in 1992 afgebroken. In 1994 werd een nieuw bouwblok opgeleverd naar een ontwerp van Architectenbureau DKV. Op de huisnummers 8 tot en met 24 werd in 1926 aan een blok gewerkt met woningen en winkels met daarachter een geloofsruimte van de Vrij-Religieuse Tempel. Architect van het geheel was Jan Frederik Staal, die later de woonflat ertegenover ontwierp. De tempel werd geen succes en in 1931 vond onder ontwerp en supervisie van Ernst Roest een grote verbouwing plaats om de begane grond gereed te maken voor de komst van een garagebedrijf met 200 autos’s.
De zuidelijke gevelwand is nog geheel in de oorspronkelijke staat. Daarin staat een school, in een knik tussen het blok van Kruyswijk en een blok van Arend Jan Westerman. Deze is in 1929 ontworpen door de Dienst der Publieke Werken in de Amsterdamse Schoolstijl. Het gebouw, met een opvallend zadeldak, is strikt symmetrisch en voorzien van enig beeldhouwwerk in de vorm van dieren door Anton Rädecker. In de 21e eeuw is er een kleuterspeelzaal gevestigd.

### Monumenten
Er zijn aan het plein vier monumenten. Kruyswijk ontwierp rond 1923/1924 voor de toegang komend vanaf de Vrijheidslaan twee woonblokken die als het ware een 'poort' tot de wijk vormen. Een klein deel daarvan werd in 2013 gemeentelijk monument. De symmetrie van de bouwblokken in de stijl van de verstrakte Amsterdamse School blijkt al uit de huisnummers aan het Victorieplein, die onder het monument begrepen zijn (2, 4, 6 en 3, 5).
Blikvanger op het plein en de omgeving is aan het aan de westkant staande 12-verdiepingenhuis, bekend als De Wolkenkrabber. Deze flat van Jan Frederik Staal laat een mengeling van stijlen zien met invloeden van het functionalisme. Het is sinds 2012 een rijksmonument. De bebouwing aan de achterzijde van en om de torenflat is een gemeentelijk monument. Deze komen ook uit de pen van Staal en werden in dezelfde stijl gebouwd door bouwers en exploitanten van de Wolkenkrabber, de N.V. Bouw- en Exploitatiemaatschappij Hilwis. Opvallend zijn de onderdoorgangen in de Deltastraat.

## Kunst
- Voor het 12-verdiepingenhuis staat sinds 1966 het standbeeld van H.P. Berlage, een creatie van Hildo Krop in een poging Berlage voor de eeuwigheid vast te leggen.
- De voormalige school heeft beeldhouwwerk van Anton Rädecker.
- Aan de zuidzijde van het plein staat Levensboom door Tjeerd Campman. Het werd in 2001 anoniem geplaatst en de titel was lange tijd onbekend. Het beeld was van oorsprong blauw, was enige tijd groen, kreeg toen zijn alternatieve naam De Hulk naar de gelijknamige stripfiguur, maar werd weer blauw.[5]
- Het plein is de naamgever van het sonnet Victorieplein[6] van Ischa Meijer, dat begint met de regels:

Soms loop ik 's nachts naar het Victorieplein
Als kind heb ik daar namelijk gewoond.

## Openbaar vervoer
Tramlijn 8 had, komend vanaf de Rijnstraat, van 1929 tot 1936 zijn eindpunt met een keerlus voor de Wolkenkrabber op het Daniël Willinkplein. In 1936 werd deze lijn verlengd via de Zuider Amstellaan (tegenwoordig Rooseveltlaan) naar het Westerscheldeplein (Europaplein); in 1942 werd lijn 8 opgeheven. In 1948 na de oorlog kwam lijn 4 hiervoor in de plaats, uit de binnenstad via het noordelijk deel van de Rijnstraat, over het Victorieplein naar de Rooseveltlaan en het Europaplein.
Tramlijn 20 passeerde in 1929 en 1930 het plein vanaf de Noorder Amstellaan naar de Amstellaan. Daarna werd deze vervangen door tramlijn 25 die van 1930 tot 2013 het plein passeerde vanaf de Noorder Amstellaan (Churchill-laan), naar de Amstellaan en, vanaf 1945, het zuidelijk deel van de Rijnstraat.
Tramlijn 12 rijdt hier sinds 1977 vanaf de Churchill-laan naar de Vrijheidslaan en het Amstelstation en vanaf de Rooseveltlaan buslijn 62.

## Afbeeldingen

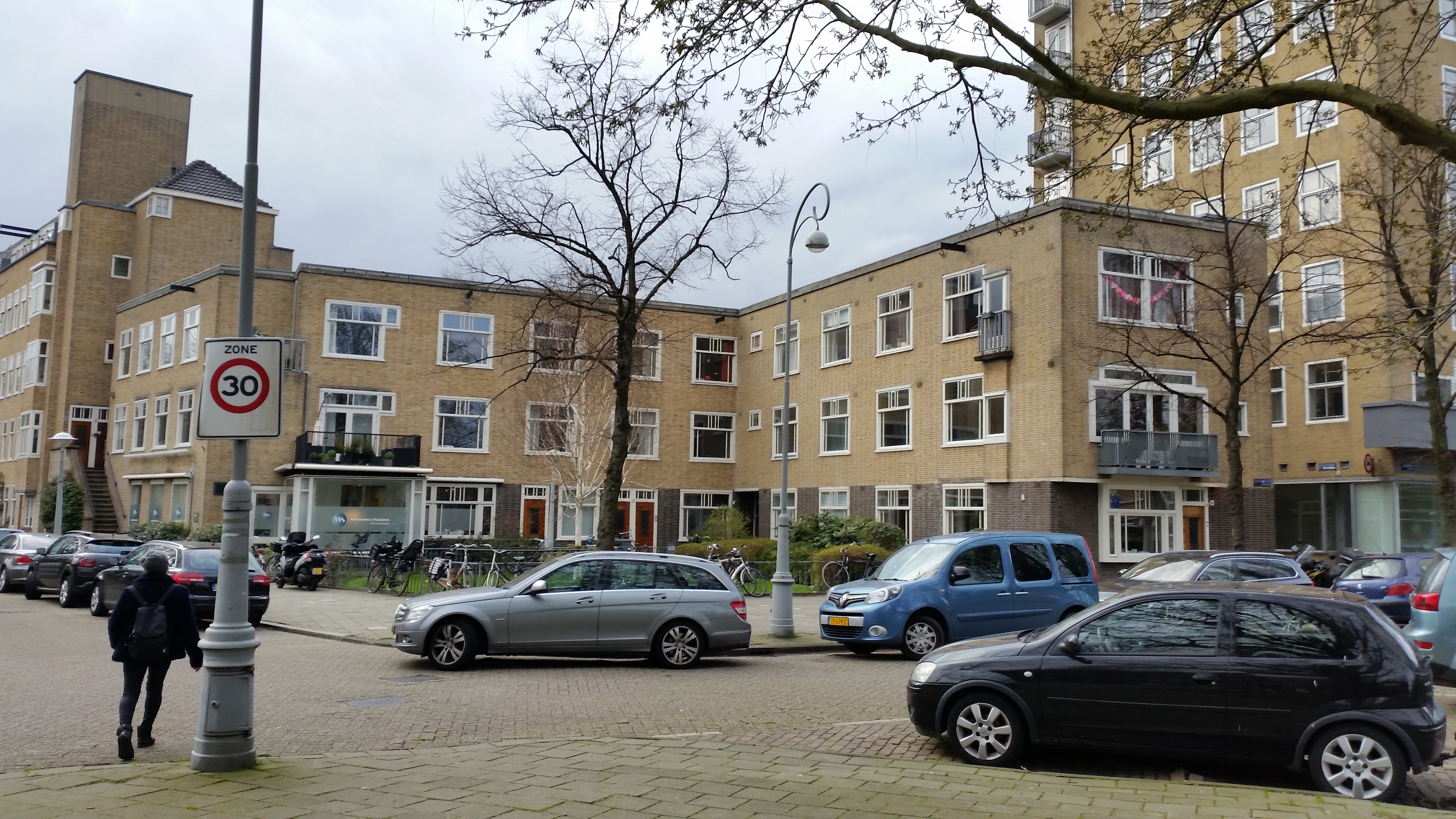
Gemeentelijk monument 37-43 (maart 2019)
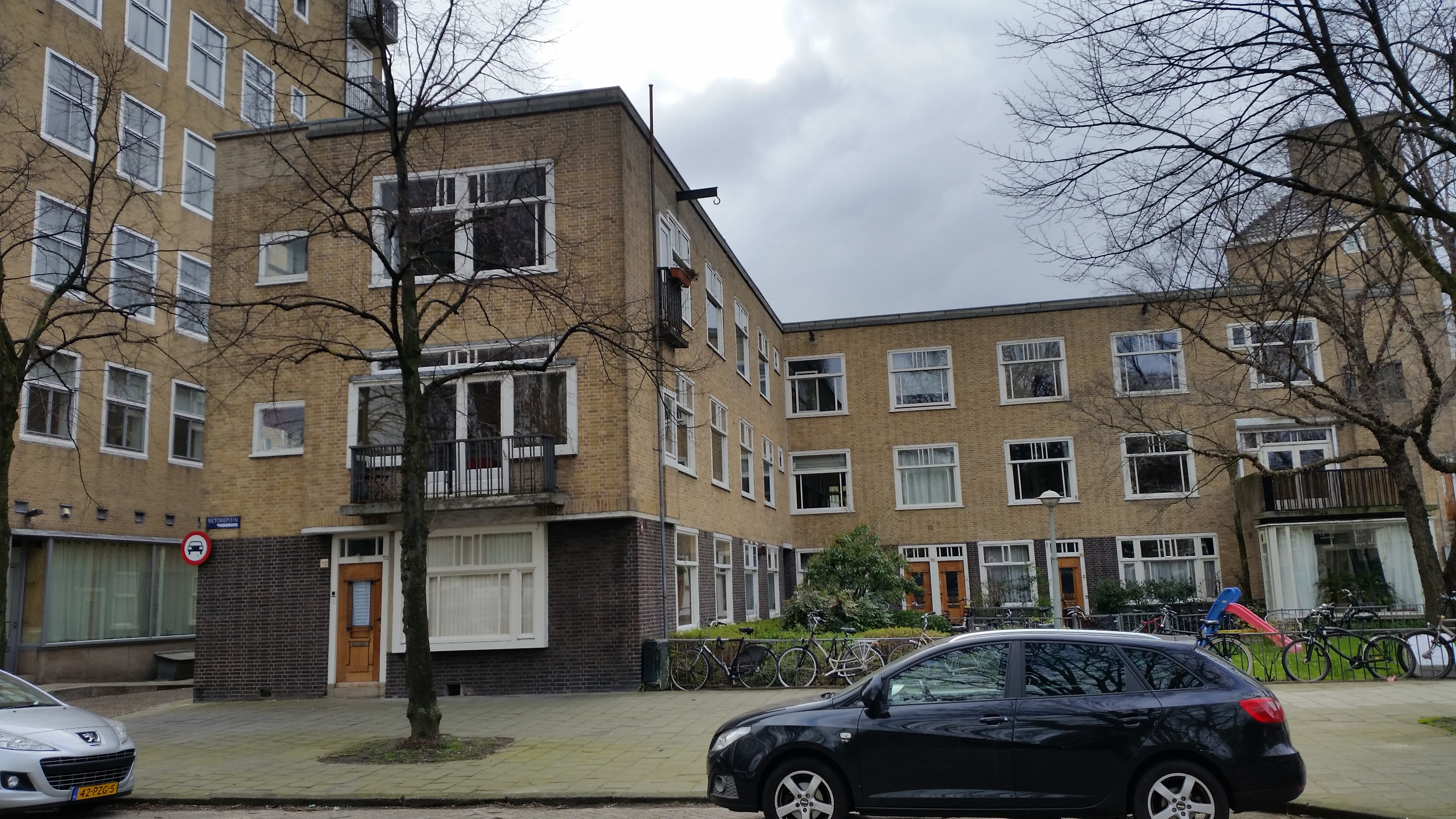
Gemeentelijk monument 46-52 (maart 2019)
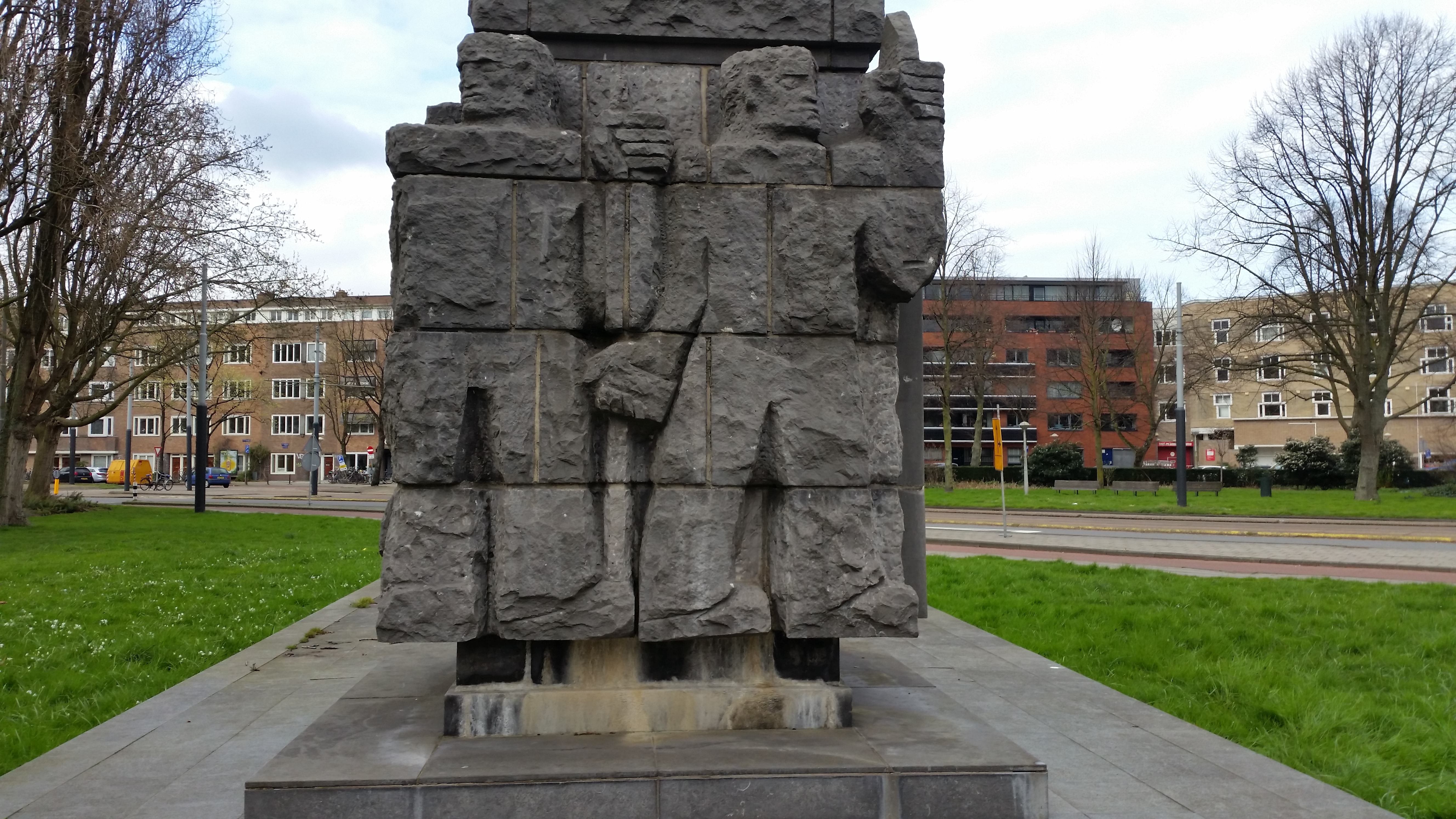
Fragment beeld gemaakt door Hildo Krop (maart 2019)
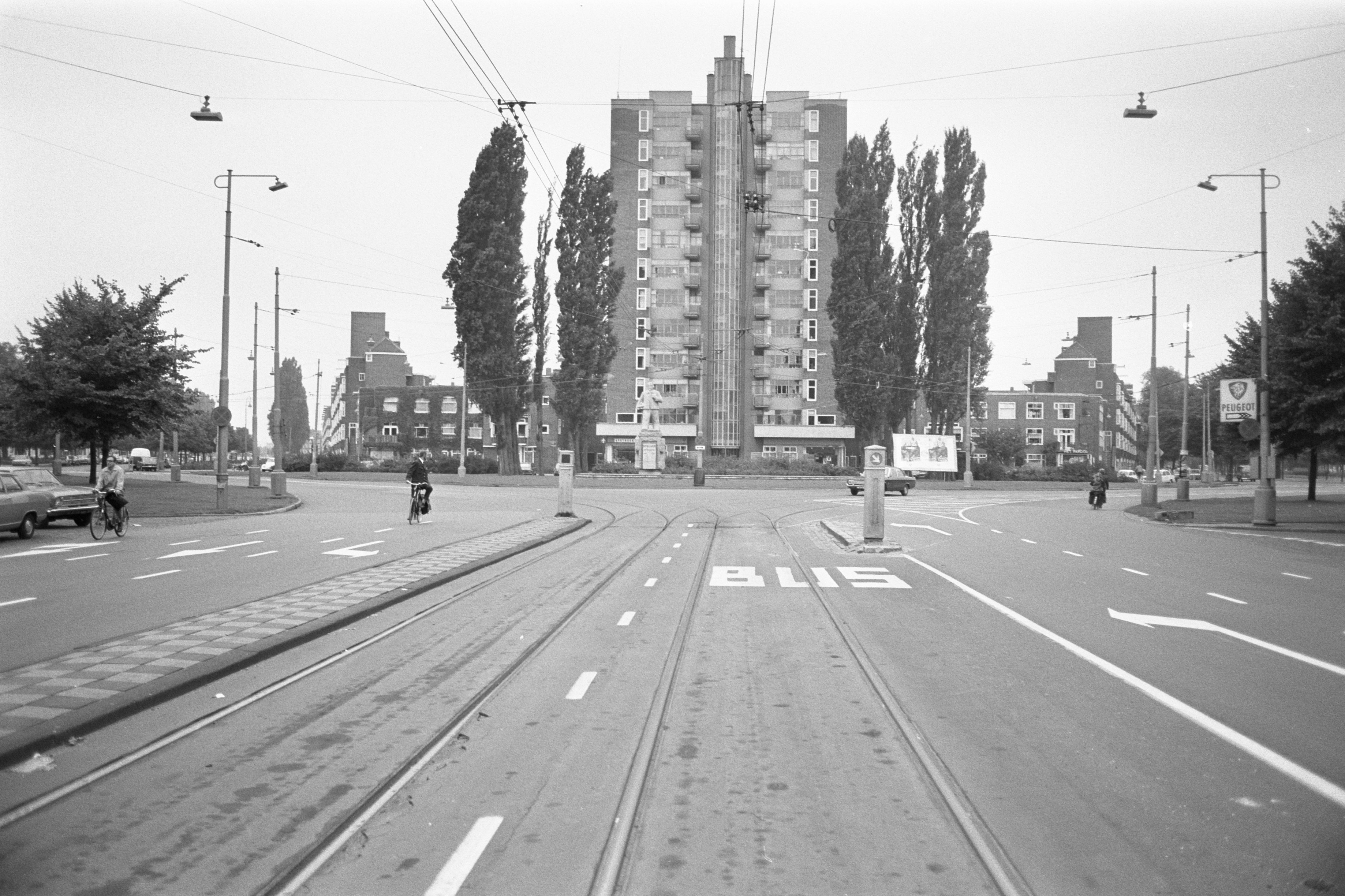
12-verdiepingenhuis (1971)
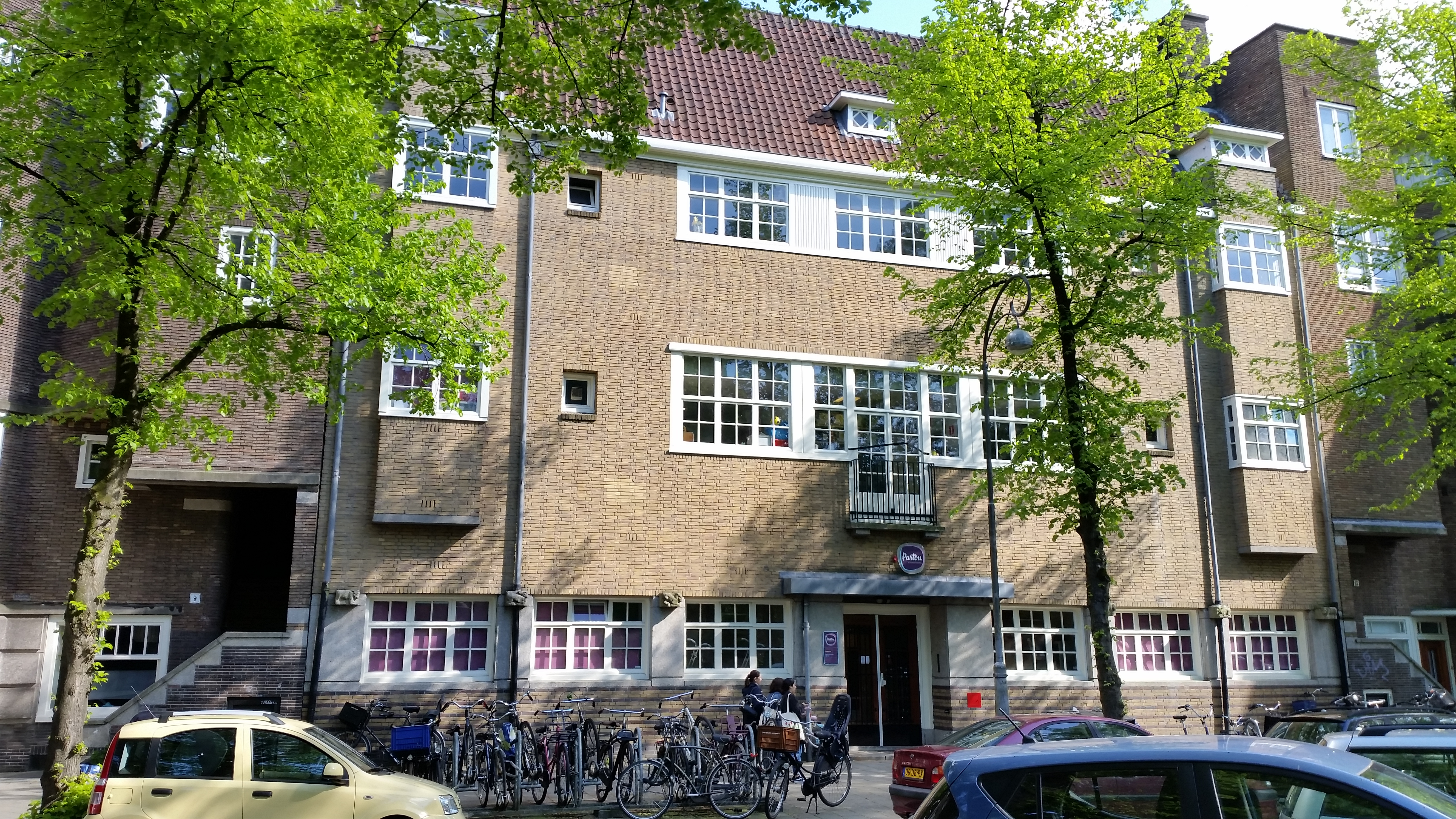
Victorieplein 11 (april 2019)
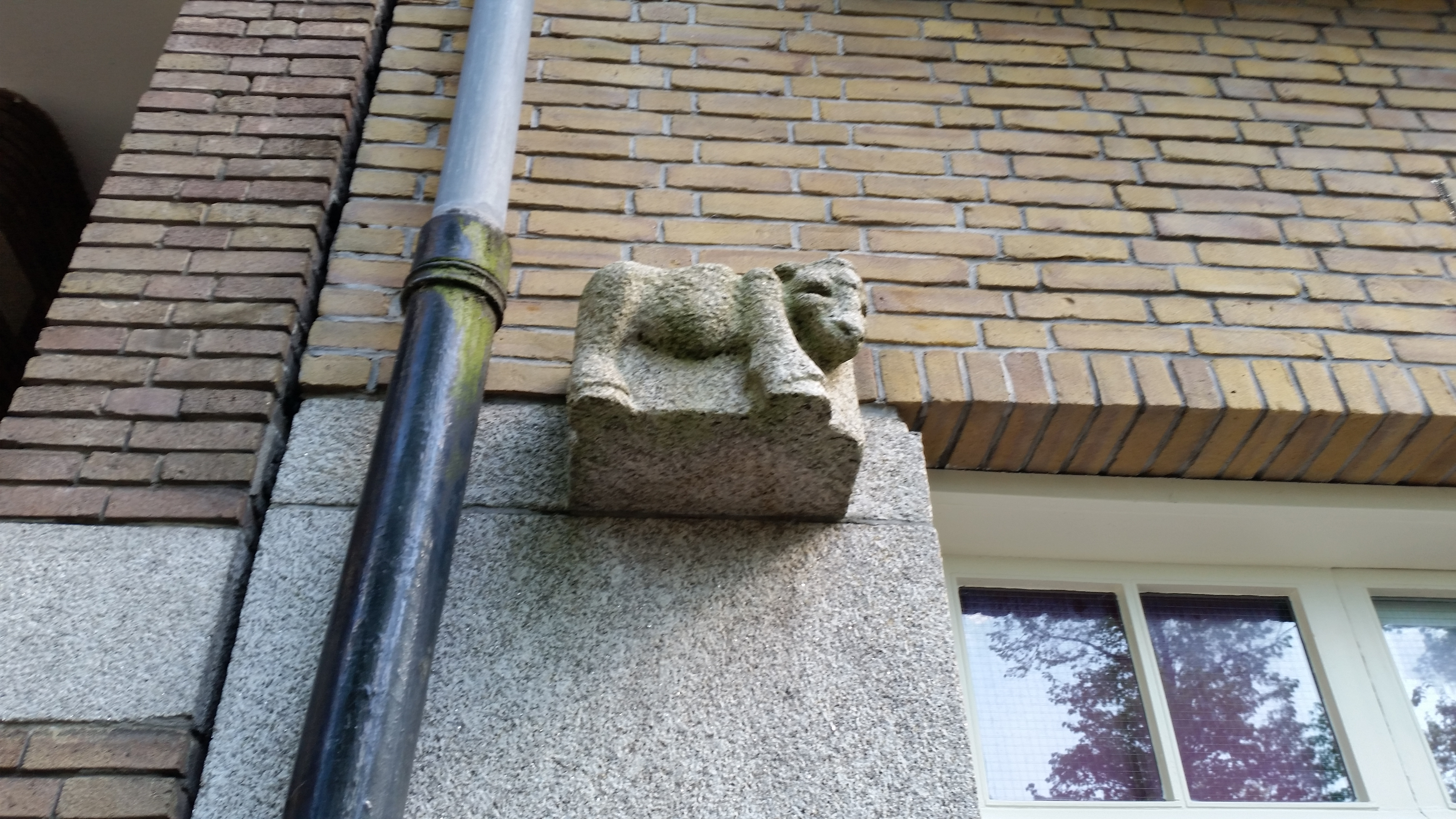
Victorieplein 11, beeldje van Rädecker (april 2019)
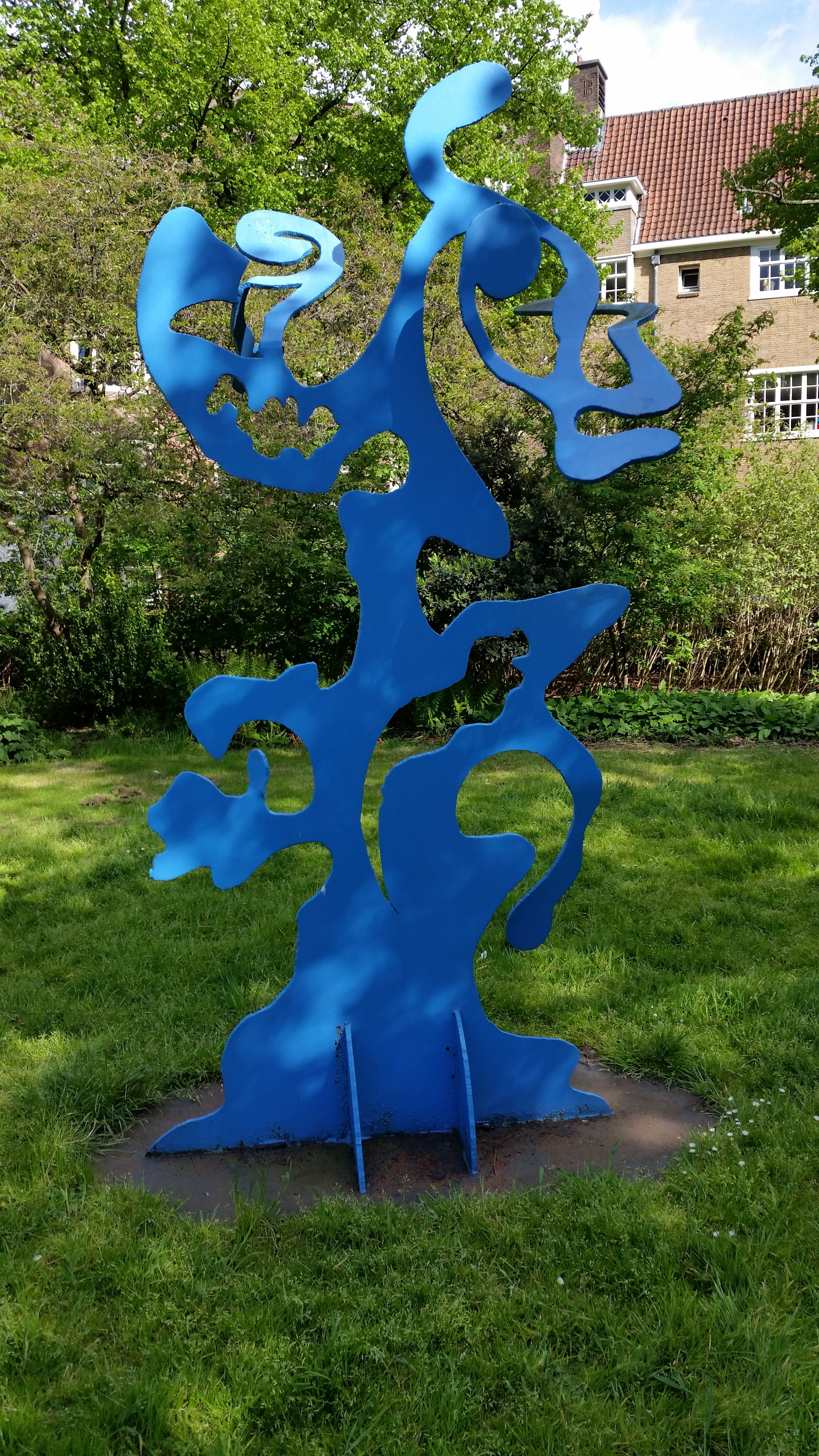
Levensboom (april 2019)
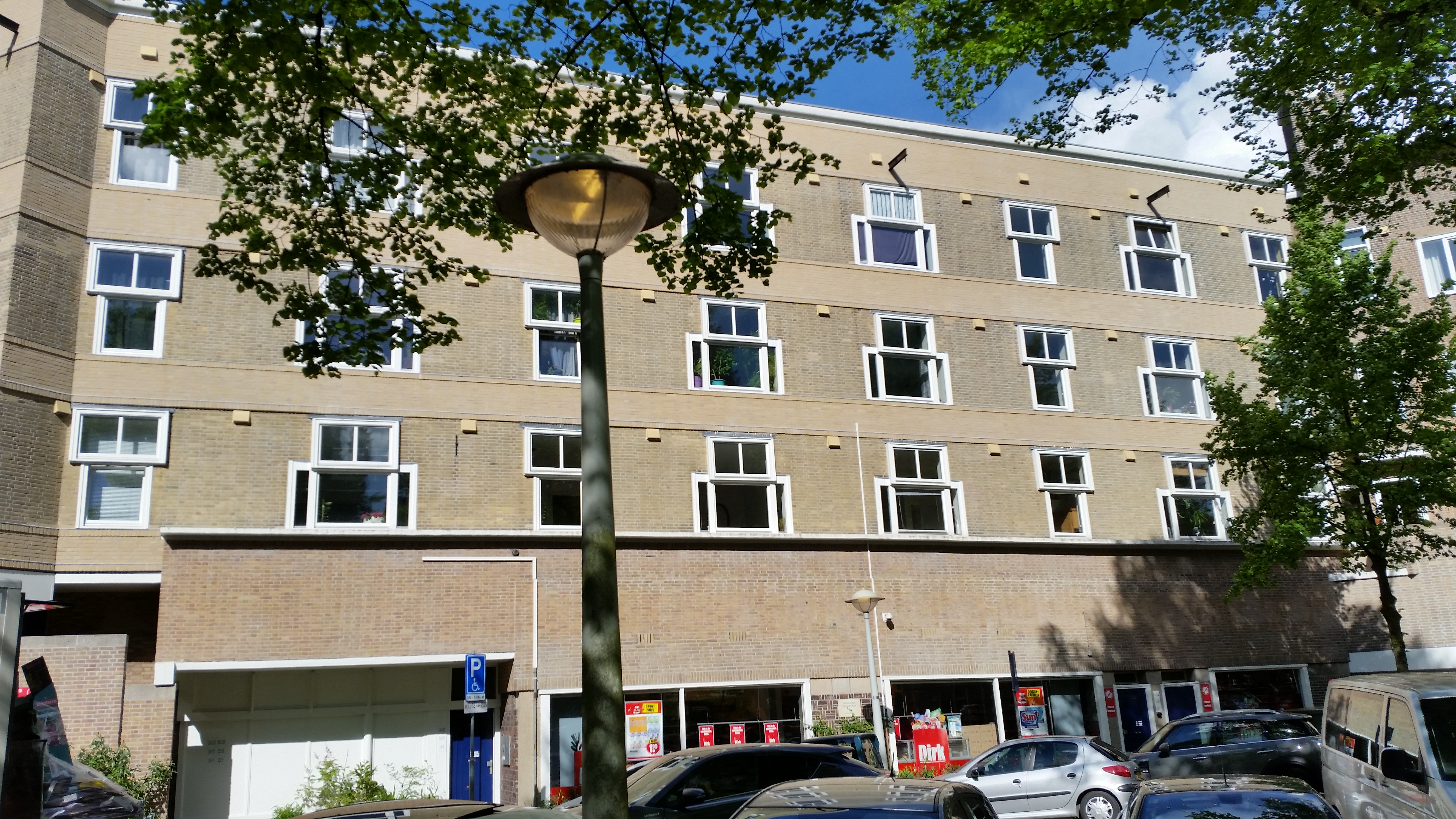
Victorieplein 10-24 (noordzijde) (april 2019)